# Pancerniki typu Conte di Cavour
Pancerniki typu Conte di Cavour – włoskie pancerniki z okresu I i II wojny światowej. Zbudowano trzy okręty, które weszły do służby w latach 1914-1915. Jeden okręt utracono w czasie I wojny światowej. Pozostałe jednostki przed II wojną światową zostały znacznie przebudowane. Ocalały z drugiej wojny światowej "Giulio Cesare" został w ramach reparacji wojennych przekazany ZSRR.

## Historia
Projekt pancerników typu Conte di Cavour powstał w odpowiedzi na zagrożenie, jakie dla Regia Marina stwarzała francuska marynarka wojenna. Szczególnie obawiano się nowych francuskich pancerników typu Courbet. Nowe włoskie okręty powstały w oparciu o doświadczenie z budowy pancernika „Dante Alighieri”. Zdecydowano się na zwiększenie wymiarów oraz wzmocnienie uzbrojenia i opancerzenia. Blachy pancerne do budowy okrętów sprowadzono z Wielkiej Brytanii i Stanów Zjednoczonych.
W 1933 roku rozpoczęła się trwająca cztery lata przebudowa dwóch okrętów, która polegała głównie na dodaniu nowej części dziobowej, wzmocnieniu opancerzenia i uzbrojenia.

## Okręty
| Nazwa             | Stocznia                         | Rozpoczęcie budowy | Data wodowania | Wejście do służby | Los okrętu                                                          |
| ----------------- | -------------------------------- | ------------------ | -------------- | ----------------- | ------------------------------------------------------------------- |
| Conte di Cavour   | Arsenale di La Spezia            | 10.08.1910         | 10.08.1911     | 01.04.1915        | Złomowany 1947                                                      |
| Leonardo da Vinci | Cantieri navali Odero            | 18.07.1910         | 14.10.1911     | 14.05.1914        | Zatonął 1916, złomowany 1923                                        |
| Giulio Cesare     | Cantieri Ansaldo, Sestri Ponente | 24.06.1910         | 15.10.1911     | 14.05.1915        | W 1949 przekazany ZSRR, zatonął po eksplozji w 1955, złomowany 1957 |